# Château de Rochefort-en-Terre
Pour les articles homonymes, voir Château de Rochefort.
Le château de Rochefort-en-Terre est un château construit au début du XIIe siècle sur la commune de Rochefort-en-Terre (Morbihan).

## Description
Le premier château est bâti sur un plan pentagonal allongé qui a subsisté tout au long de l'histoire du site. Du château médiéval ne subsistaient, en 1867 que cinq tours et quelques pans de remparts.
Le manoir actuel, de style néogothique, est construit sur les communs du XVIIe siècle, un corps de bâtiment en équerre. Une première tour, faisant jonction entre les deux ailes est bâtie avant 1914. Les lucarnes, de styles gothique et Renaissance sont prélevées sur le château de Keralio (en Noyal-Muzillac) ; tout comme la chapelle, remontée dans le parc du château en 1917. La deuxième, à l'extrémité de l'aile sud, est terminée en janvier 1927.

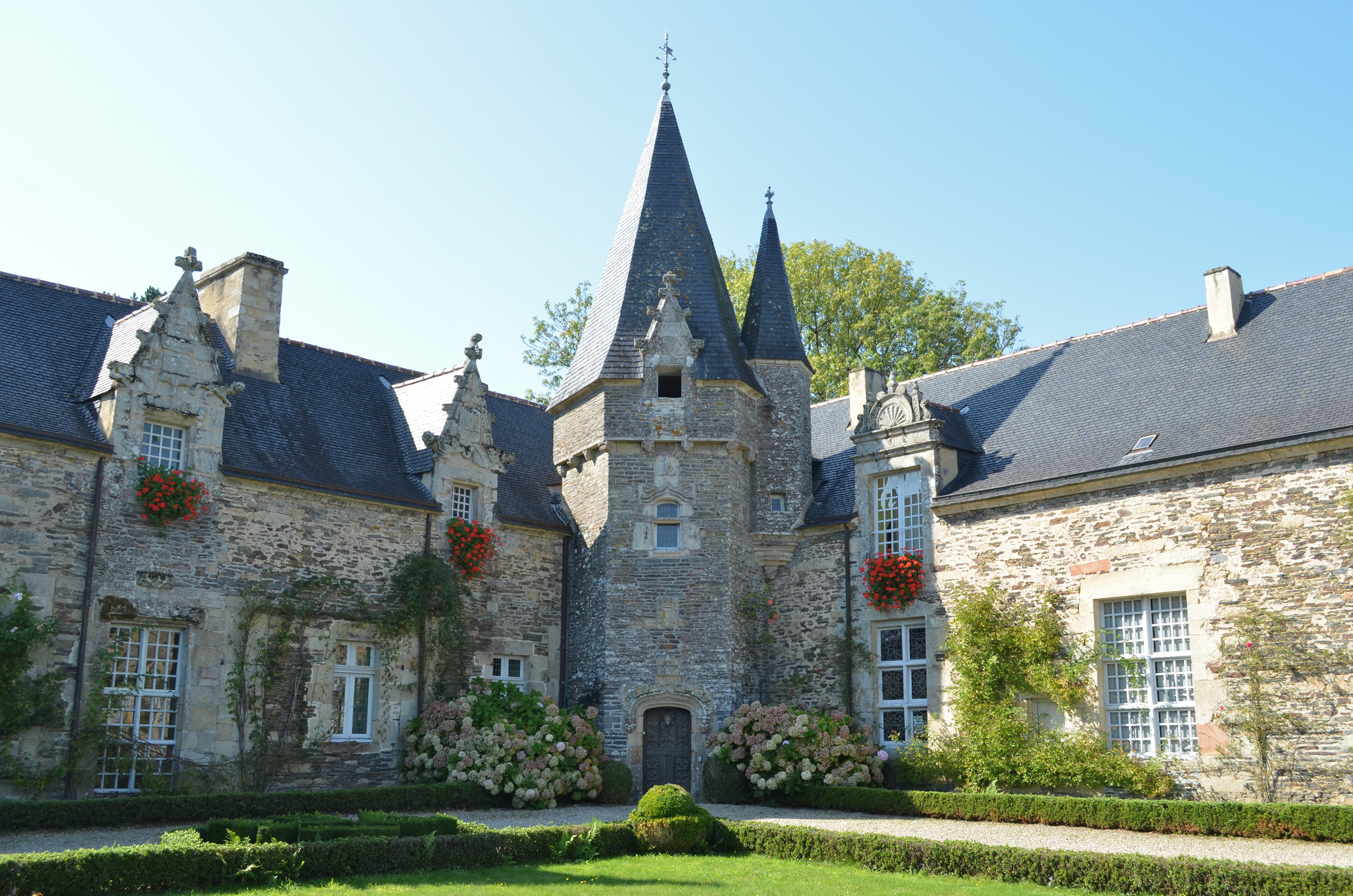
Tour d'angle.
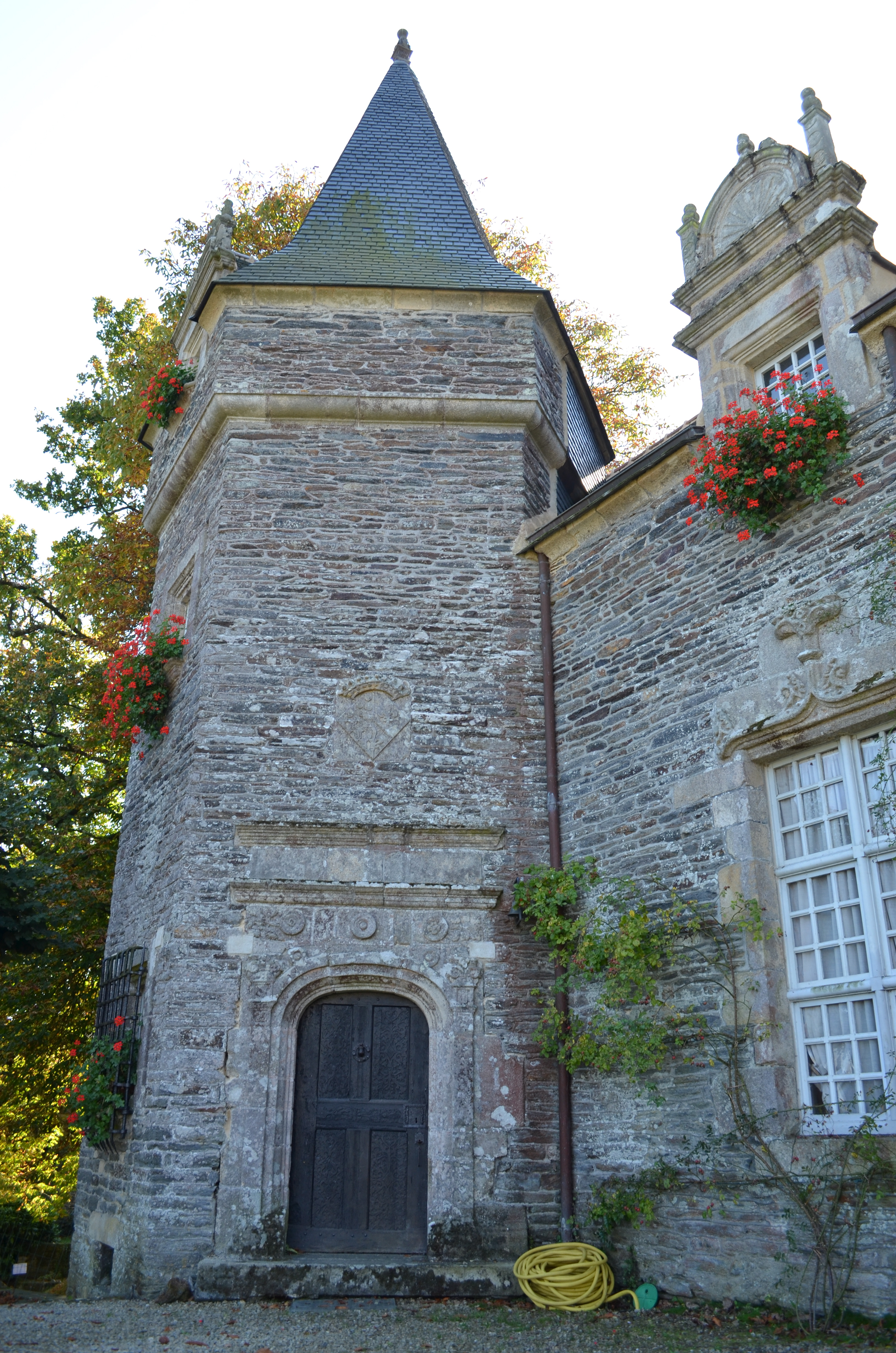
Tour sud.
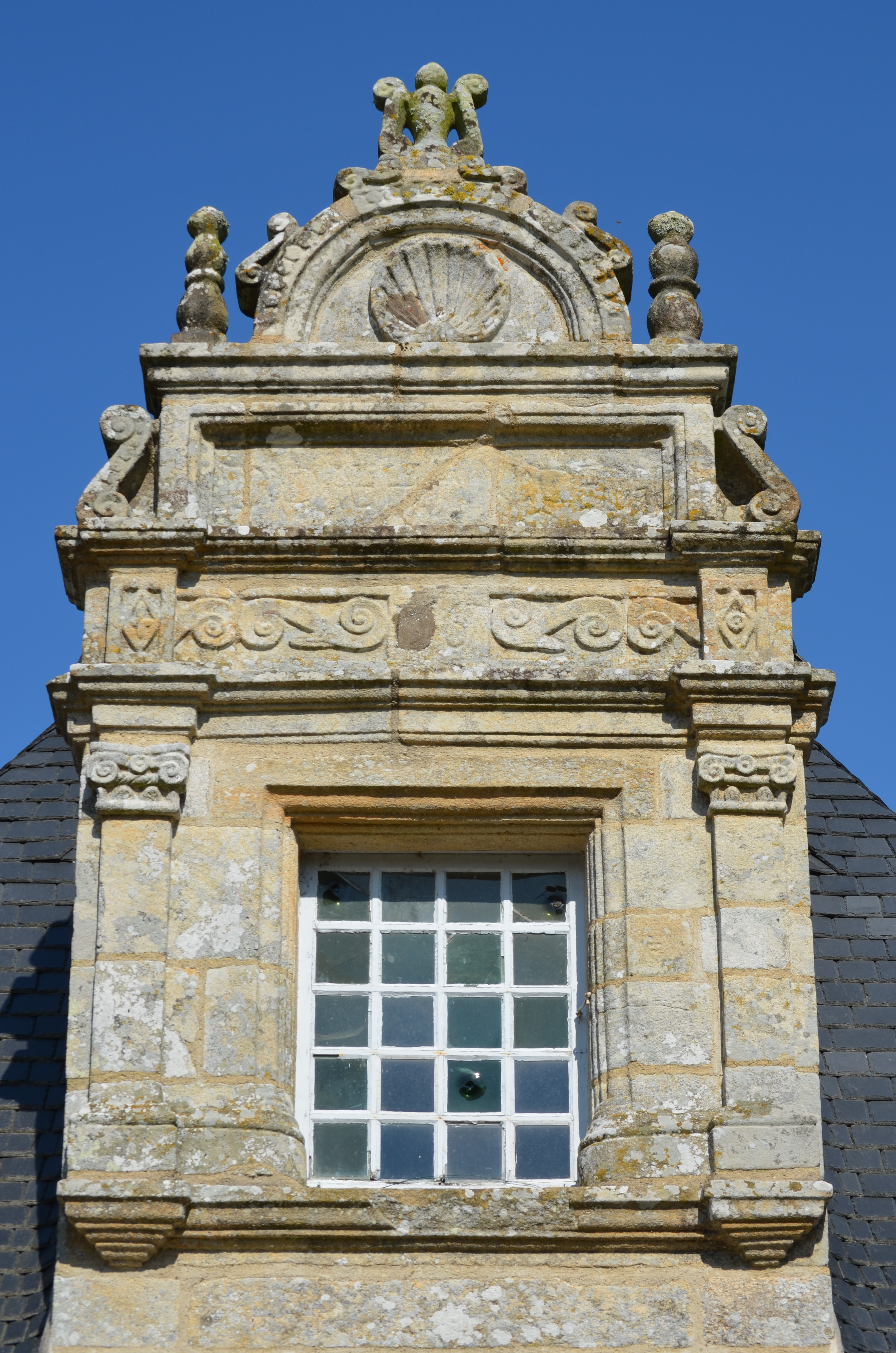
Lucarne Renaissance.
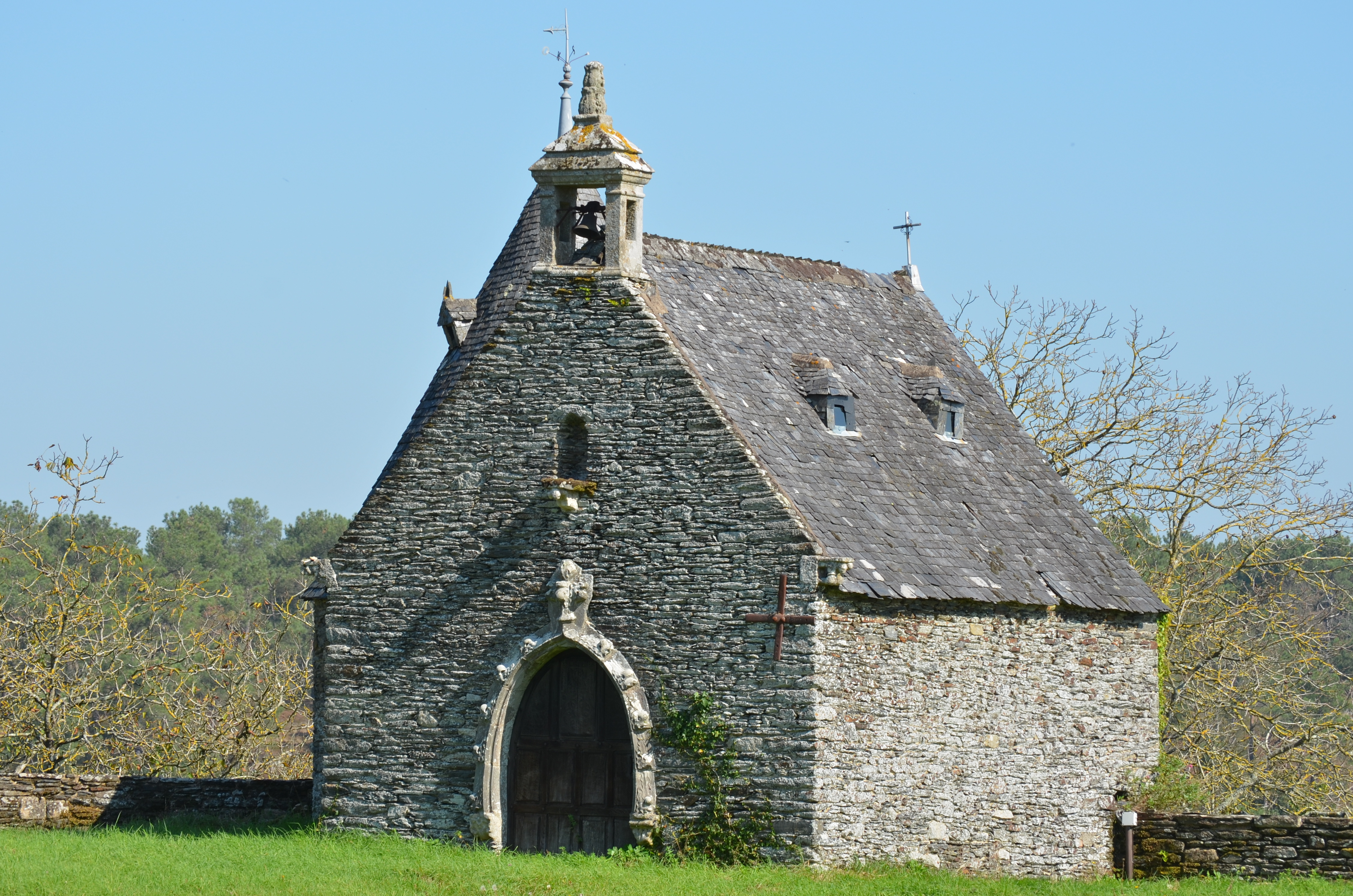
Chapelle.

## Histoire

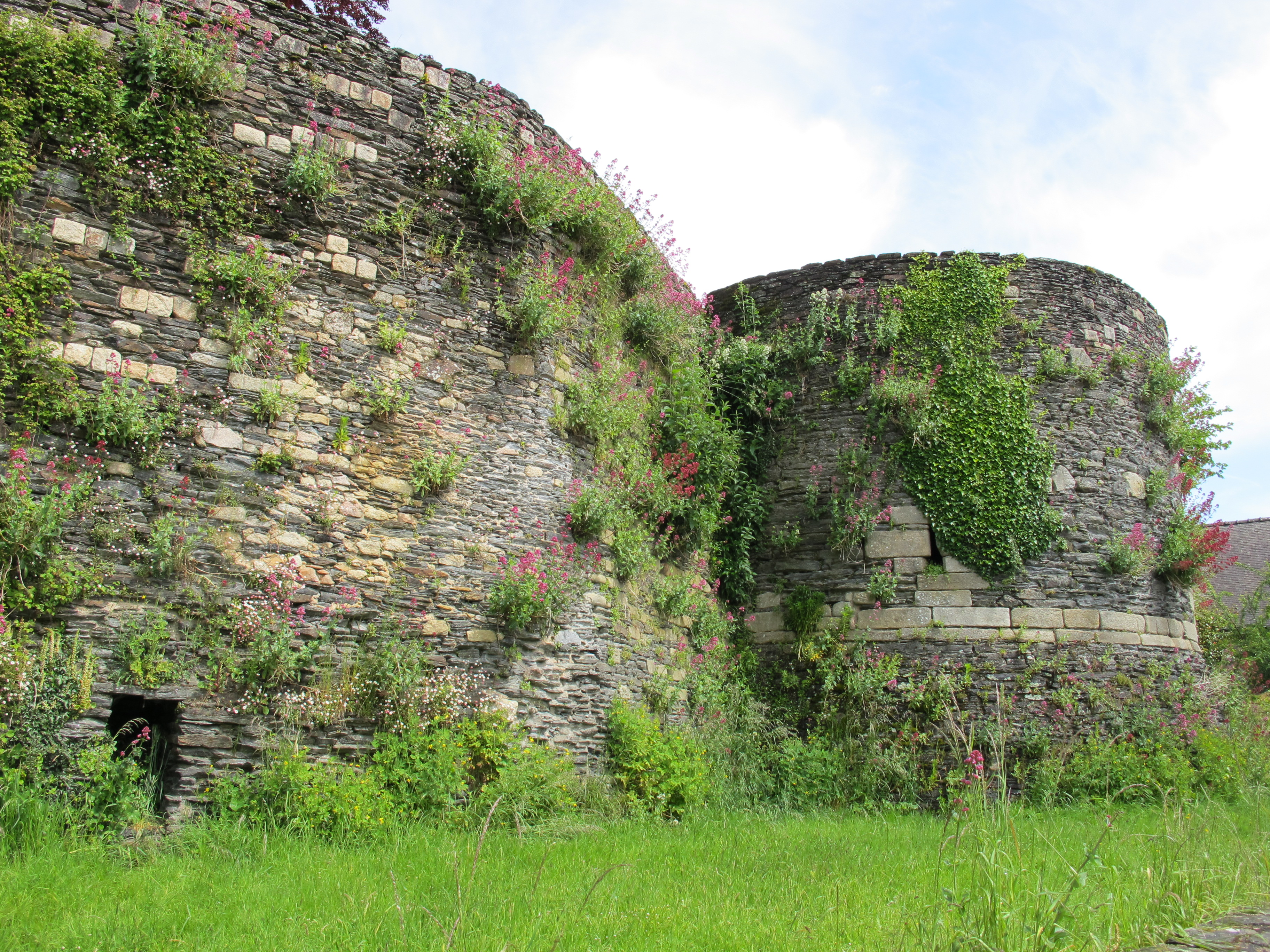
Vestiges du château médiéval.

Un premier château est construit à l'initiative des seigneurs de Rochefort sur l'éperon rocheux dominant le Gueuzon (ou Ruisseau de Saint-Gentien) au XIIe siècle. Il passe, par mariage, en 1374 à la puissante famille de Rieux. Il finit en partie arasé sur ordre du roi de France Charles VIII en 1488 lors de la guerre de Bretagne.
Nonobstant, Jean IV de Rieux entreprend de le relever dès les années 1490 et y adjoint le châtelet et la tour sud. Ce deuxième château est pillé une première fois durant les guerres de la Ligue en 1594 par les troupes du duc de Mercœur. Partiellement reconstruit par la famille Larlan au début du XVIIe siècle, il est pillé une seconde fois en juillet 1793 après le combat de mars, le laissant presque entièrement détruit. Seul bâtiment subsistant, l'écurie (du XVIIe siècle) est transformée en habitation.
Le site est acquis par la famille Juhel en 1843 et en restera la propriété jusqu'à sa vente en 1907 au peintre américain Alfred Klots. Celui-ci entreprend de transformer les ruines en un manoir néogothique en réemployant, en partie, les matériaux d'origine. Éloignée des combats, la propriété est utilisée comme hôpital de campagne pendant les deux guerres mondiales.
La propriété est vendue en viager au conseil général du Morbihan en 1978 par la belle-fille du peintre Isabel. Celle-ci renonce à l'usufruit en 2009, prélude à la cession du bâtiment à la commune le 30 janvier 2013.
L'ensemble des vestiges, y compris les façades et toitures du manoir et de la chapelle, fait l’objet d’une inscription au titre des monuments historiques depuis le 20 décembre 1990. Des bénévoles de l'association Chantier Histoire et Architecture Médiévales ont participé à des travaux de restauration de l'édifice entre 1989 et 1995.
Le manoir d'Alfred Klots est par ailleurs labellisé « Patrimoine du XXe siècle ».[source insuffisante]
Le Naïa museum, Musée des Arts de l'imaginaire tenu par deux artistes, ouvre ses portes dans le parc du château le 11 avril 2015. Son nom est inspiré de Naïa la sorcière, personnage mystérieux et emblématique, qui vivait dans les ruines du château à la fin du XIXe siècle.

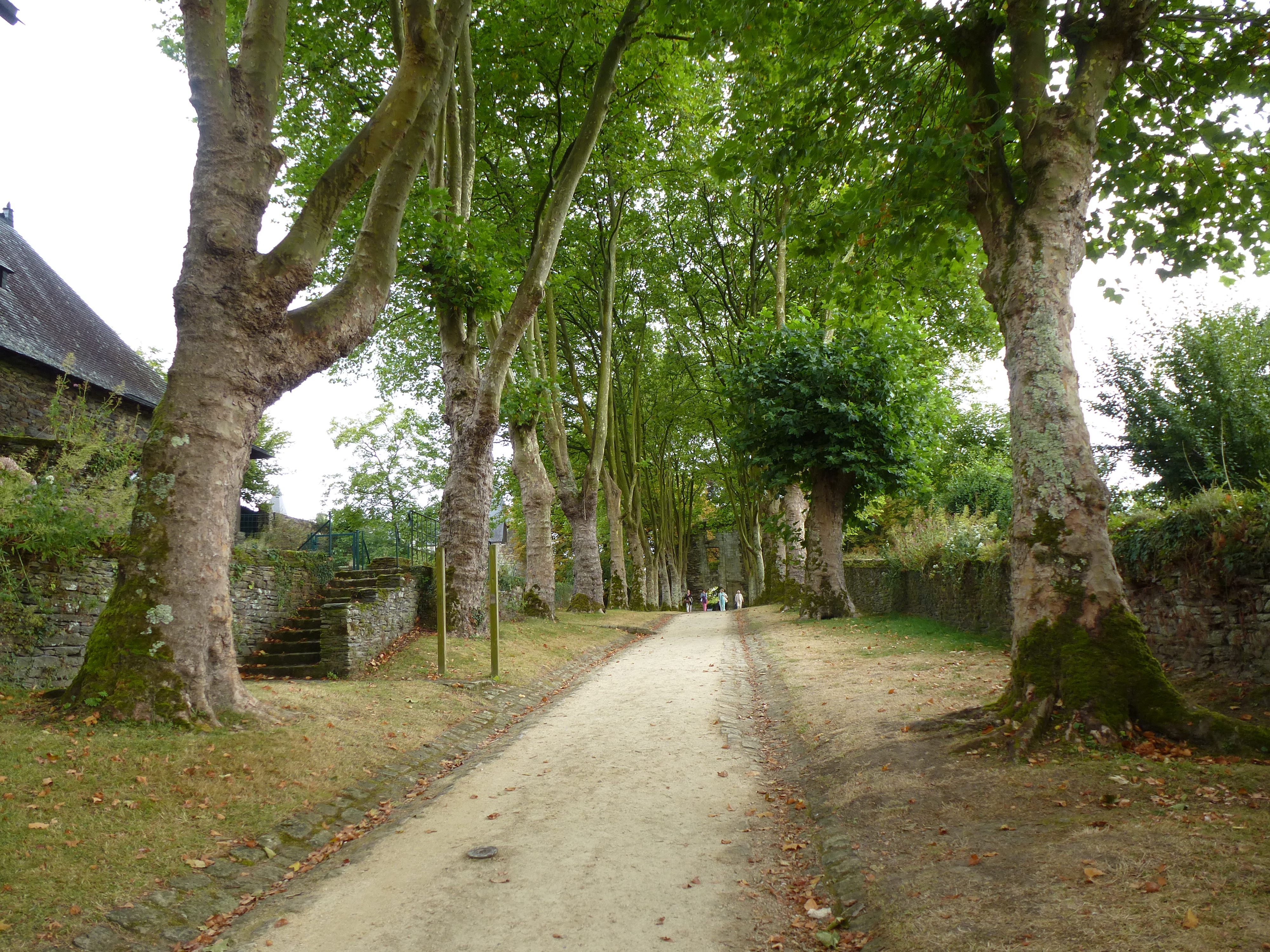
L'allée du château.
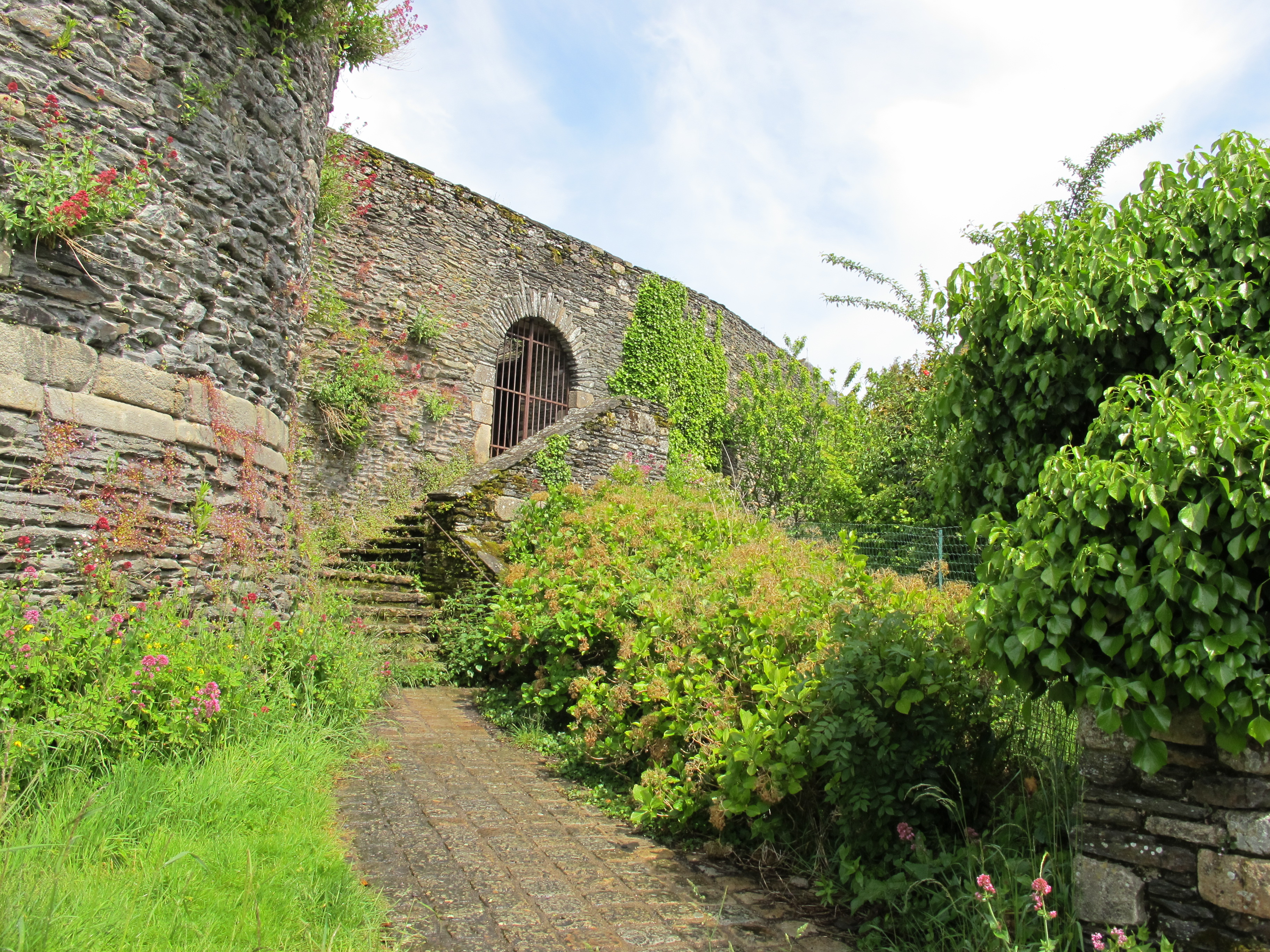
Le château de Rochefort-en-Terre : les remparts.
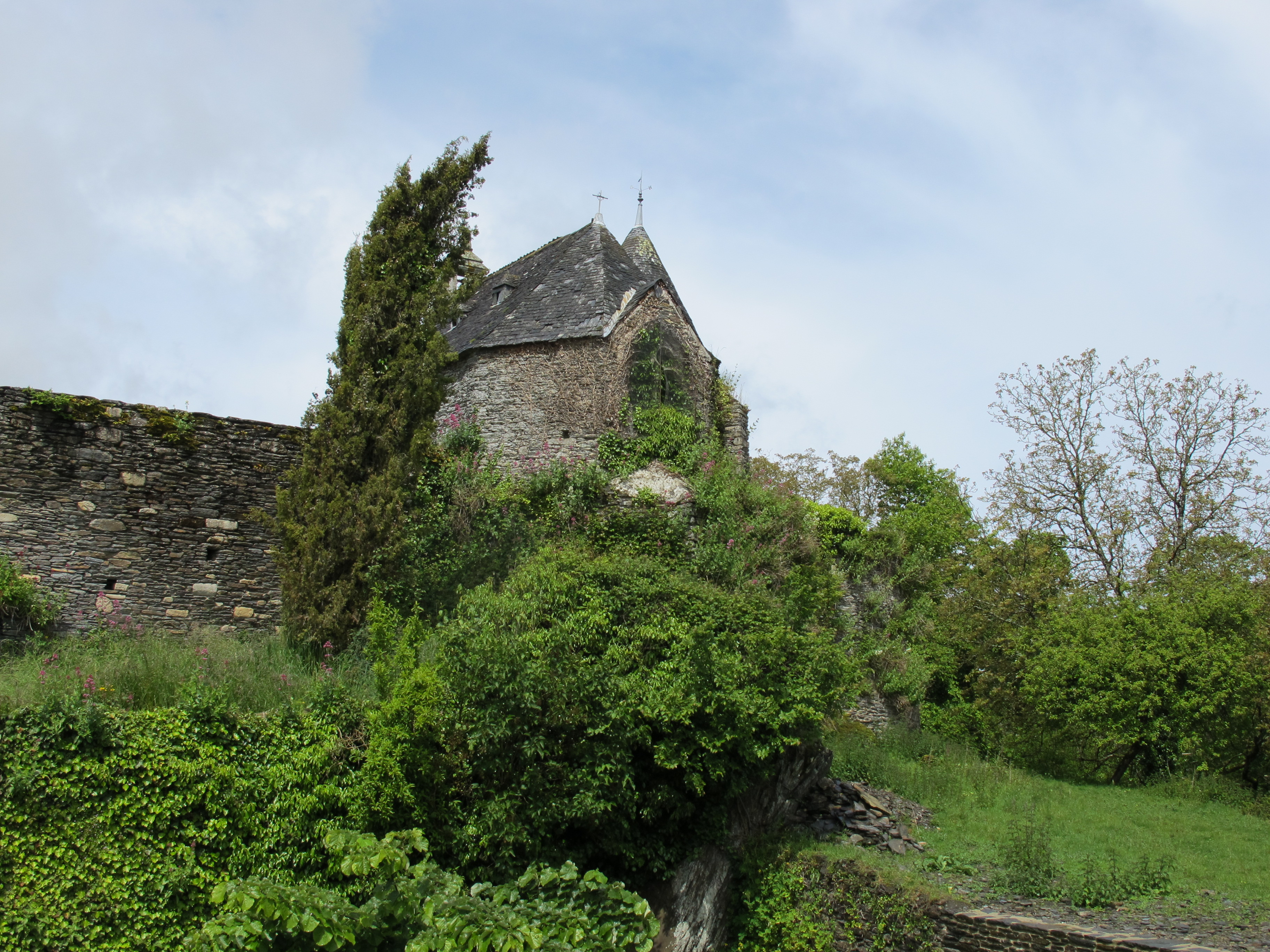
Le château de Rochefort-en-Terre : la chapelle.
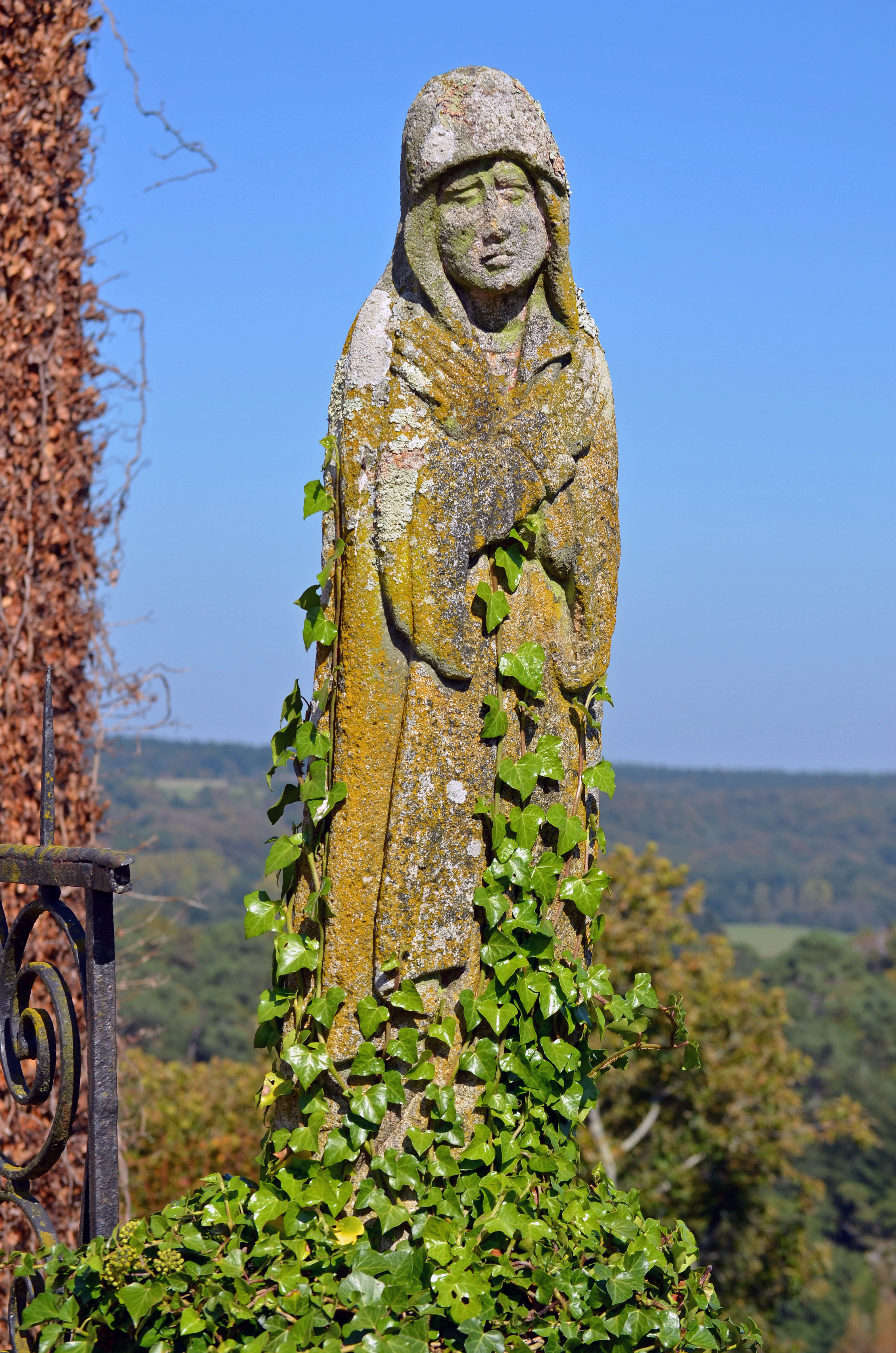
Statue de la Vierge dans la cour du château.

### Propriétaires
La liste des propriétaires successifs du château est la suivante :
- XIIe siècle : famille de Rochefort
- 1374 : famille de Rieux
- 1567 : famille de Coligny
- 1607 : famille de Lorraine
- 1660 : famille Larlan
- 1771 : famille Hay des Nétumières
- 1843 : famille Juhel
- 1907 : Alfred Klots
- 1978 : conseil général du Morbihan
- 2013 : ville de Rochefort-en-Terre